# Kubigofa
Kubigofa är en krater i Kenya.   Den ligger i länet Marsabit, i den centrala delen av landet, 400 km norr om huvudstaden Nairobi. Toppen på Kubigofa är 1 076 meter över havet. Kubigofa ingår i Res Fila.
Terrängen runt Kubigofa är kuperad åt nordost, men åt sydväst är den platt. Terrängen runt Kubigofa sluttar västerut. Runt Kubigofa är det glesbefolkat, med 9 invånare per kvadratkilometer. Närmaste större samhälle är Marsabit, 15,9 km nordost om Kubigofa. I omgivningarna runt Kubigofa växer huvudsakligen savannskog.